# أل مارتن (لاعب كرة قاعدة)
أل مارتن (بالإنجليزية: Al Martin)‏ هو لاعب كرة قاعدة أمريكي، ولد في سبتمبر 1847 في نيويورك في الولايات المتحدة، وتوفي في 17 مارس 1915 في بروكلين في الولايات المتحدة.

## وصلات خارجية
- أل مارتن (لاعب كرة قاعدة) على موقعبيزبول رفرنس.كوم (الدوري الرئيسي) (الإنجليزية)